# Zabrđe (Kiseljak, BiH)
Zabrđe je naseljeno mjesto u općini Kiseljak, Federacija Bosne i Hercegovine, BiH.

## Stanovništvo

### 1991.
Nacionalni sastav stanovništva 1991. godine, bio je sljedeći:
ukupno: 331
- Hrvati - 175
- Muslimani - 153
- Srbi - 1
- Jugoslaveni - 2

### 2013.
Nacionalni sastav stanovništva 2013. godine, bio je sljedeći:
ukupno: 188
- Bošnjaci - 163
- Hrvati - 25